# Bogo, Cebu
Bogo (Cebuano: Lungsod sa Bogo, tiếng Tagalog: Bayan ng Bogo) là một đô thị ở tỉnh Cebu, Philippines. Theo điều tra dân số năm 2007, đô thị này có dân số 69.123 người.

## Các đơn vị dân cư
Bogo được chia thành 29 khu dân cư (khu phố) (barangay).
| - Cogon (Pob.) - Anonang Norte - Anonang Sur - Banban - Binabag - Bungtod (Pob.)Jose Brenard Mayol (ABC Pres.) - Carbon (Pob.) - Cayang - Dakit - Don Pedro Rodriguez - Gairan - Guadalupe - La Paz - Barangay Captain: Hon. Marlou T. Ancajas - La Purisima Concepcion (Pob.)Hon. Jose Felix Mandal Rodriguez - Libertad | - Lourdes (Pob.) - Malingin - Marangog - Nailon - Odlot - Pandan (Pandan Heights)- Barangay Captain: Hon. Jack Lester Lepiten - Polambato - Sambag (Pob.) - San Vicente (Pob.) - Santo Niño - Santo Rosario (Pob.) - Siocon - Taytayan - Sudlonon |